# Дълголистен главопрашник
Дълголистен главопрашник (Cephalanthera longifolia) е вид коренищна орхидея.

## Описание
На височина достига до 50 см. Стъблото е голо. Листата са наситено зелени, дълги. Растението се самоопрашва, наблюдава се и опрашване от насекоми.

## Разпространение
В България растението се среща в Странджа, Родопите и подножието на връх Братия в Средна гора.